# Helma Knorscheidt
Helma Knorscheidt (sposata Teuscher; Nauendorf, 31 dicembre 1956) è un'ex pesista tedesca.

## Palmarès
| Anno | Manifestazione | Sede              | Evento         | Risultato | Misura  | Note |
| ---- | -------------- | ----------------- | -------------- | --------- | ------- | ---- |
| 1977 | Universiadi    | Sofia             | Getto del peso | Bronzo    | 19,29 m |      |
| 1979 | Universiadi    | Città del Messico | Getto del peso | Argento   | 20,36 m |      |
| 1981 | Europei indoor | Grenoble          | Getto del peso | Bronzo    | 20,12 m |      |
| 1981 | Universiadi    | Bucarest          | Getto del peso | Oro       | 20,24 m |      |
| 1982 | Europei        | Atene             | Getto del peso | 6ª        | 20,21 m |      |
| 1983 | Europei indoor | Budapest          | Getto del peso | Argento   | 20,35 m |      |
| 1983 | Mondiali       | Helsinki          | Getto del peso | Argento   | 20,70 m |      |

## Altre competizioni internazionali
1983
- Coppa Europa di atletica leggera ( Londra)